# Jan Lurvink
Jan Lurvink (* 14. Oktober 1965 in Wallbach) ist ein Schweizer Schriftsteller.

## Leben
Jan Lurvink verbrachte seine Kindheit in Wallbach im Kanton Aargau. Nach seinem Maturaabschluss studierte er in Basel Orgel, Klavier und Komposition. Unter anderem schrieb er Musik für Theaterstücke und Kurzfilme, spielte als Keyboarder in Rockbands. Heute lebt Jan Lurvink in Basel, ist u. a.tätig als Organist auf dem Friedhof am Hörnli in Riehen bei Basel sowie als freier Trauerredner und Trauerbegleiter.

## Werke
- Windladen. Roman. Köln: DuMont 1998.
- Lichtung. Roman. Köln: DuMont 2005. (Auszüge vorab veröffentlicht in BELLA triste Nr. 11, Hildesheim 2005.)

## Auszeichnungen und Ehrungen
- 1998 Literaturpreis der Jürgen Ponto-Stiftung für den Roman Windladen
- 1999 Preis der Schweizerischen Schillerstiftung für den Roman Windladen